# Pseudogaurax coyleae
Pseudogaurax coyleae är en tvåvingeart som beskrevs av Timothy M. Cogan 1977. Pseudogaurax coyleae ingår i släktet Pseudogaurax och familjen fritflugor.
Artens utbredningsområde är Madagaskar. Inga underarter finns listade i Catalogue of Life.